# Limnebius gerhardti
Limnebius gerhardti är en skalbaggsart som beskrevs av Lucas Friedrich Julius Dominikus von Heyden 1870. Limnebius gerhardti ingår i släktet Limnebius och familjen vattenbrynsbaggar. Inga underarter finns listade i Catalogue of Life.